# NMU
NMU (англ. Neuromedin U) – білок, який кодується однойменним геном, розташованим у людей на 4-й хромосомі. Довжина поліпептидного ланцюга білка становить 174 амінокислот, а молекулярна маса — 19 741.
| 10         |  | 20         |  | 30         |  | 40         |  | 50         |
| ---------- |  | ---------- |  | ---------- |  | ---------- |  | ---------- |
| MLRTESCRPR |  | SPAGQVAAAS |  | PLLLLLLLLA |  | WCAGACRGAP |  | ILPQGLQPEQ |
| QLQLWNEIDD |  | TCSSFLSIDS |  | QPQASNALEE |  | LCFMIMGMLP |  | KPQEQDEKDN |
| TKRFLFHYSK |  | TQKLGKSNVV |  | SSVVHPLLQL |  | VPHLHERRMK |  | RFRVDEEFQS |
| PFASQSRGYF |  | LFRPRNGRRS |  | AGFI       |  |            |  |            |

A: Аланін

C: Цистеїн

D: Аспарагінова кислота

E: Глутамінова кислота

F: Фенілаланін

G: Гліцин

H: Гістидин

I: Ізолейцин

K: Лізин

L: Лейцин

M: Метіонін

N: Аспарагін

P: Пролін

Q: Глутамін

R: Аргінін

S: Серин

T: Треонін

V: Валін

W: Триптофан

Секретований назовні.